# Portland Opera

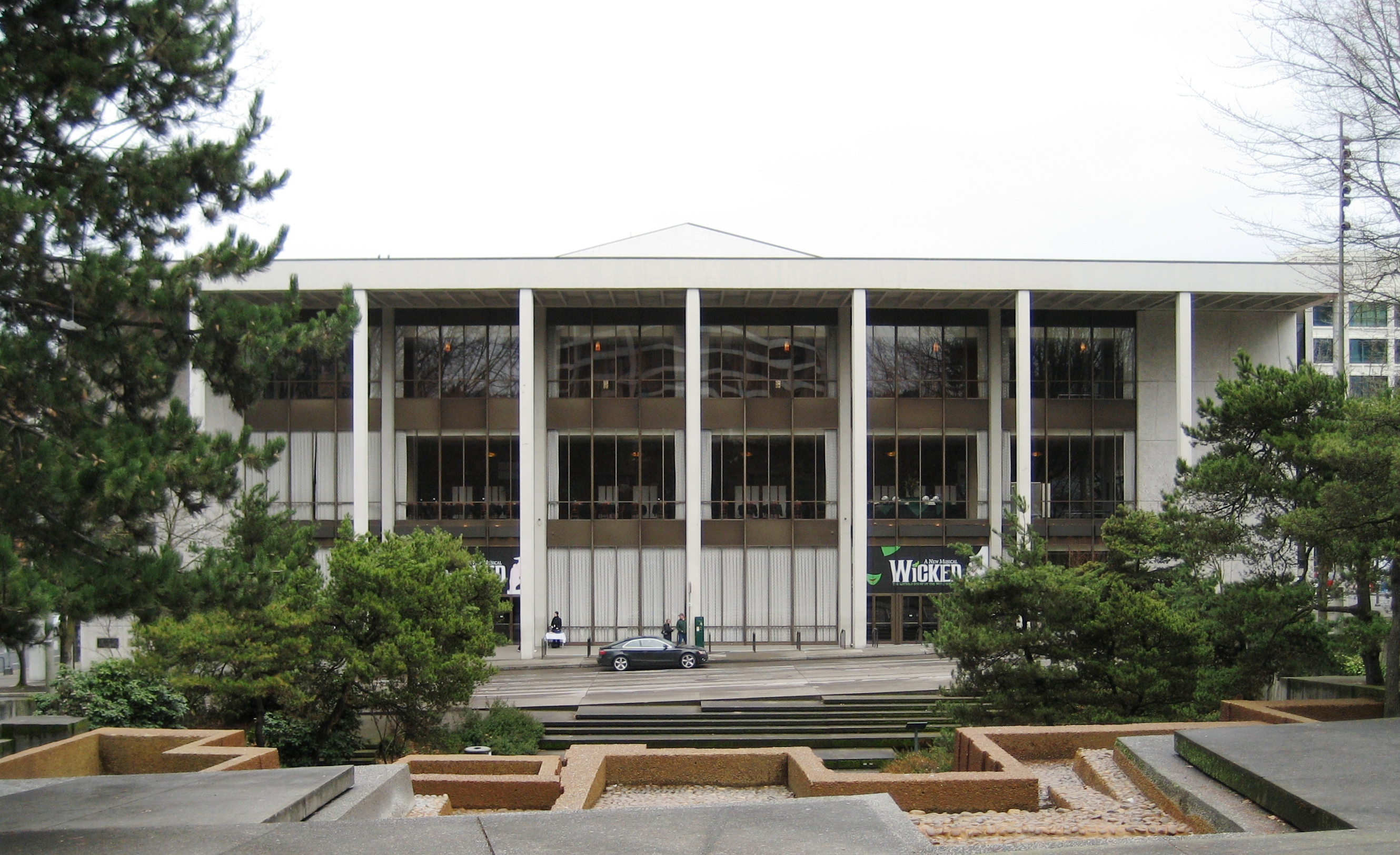
Die Portland Opera im Keller Auditorium

Die Portland Opera ist das Opernhaus in der Stadt Portland (Oregon, USA), das 1964 gegründet wurde.
Das Theatergebäude bietet Platz für rund dreitausend Zuschauer. Die Saison umfasst acht Monate (von September bis Mai), in der Regel werden fünf Einstudierungen pro Saison unternommen. Die Produktionen werden von Unternehmen der Region und Einzelpersonen subventioniert. Von Mai bis Juli gibt das Theater kostenlose Vorstellungen in Parks und Schulen, es erreicht dabei eine große Anzahl von Zuschauern.
Das Orchester und der Chor stehen für das Theater ständig zur Verfügung, mit Solisten und Dirigenten werden Verträge für einzelne Spielzeiten oder Produktionen abgeschlossen.
Das Repertoire umfasst in der Regel das Standardrepertoire.